# Isla Harbour
La Isla Harbour (en inglés: Harbour Island) es una isla y distrito administrativo en las Bahamas. Isla Harbour se encuentra fuera de la costa noreste de la Isla Eleuthera. La única ciudad de la isla es Dunmore City (Ciudad Dunmore), nombre de un exgobernador de las Bahamas, el Conde de Dunmore (1786-1798), quien tenía una residencia de verano en la Isla de Harbour.
La Isla Harbour es famosa por sus playas de arena rosa, que se encuentran a lo largo de toda la zona este de la isla. La isla es accesible por avión a través del Aeropuerto de Eleuthera Norte, seguida de un corto trayecto en taxi de agua desde la vecina Eleuthera Norte.

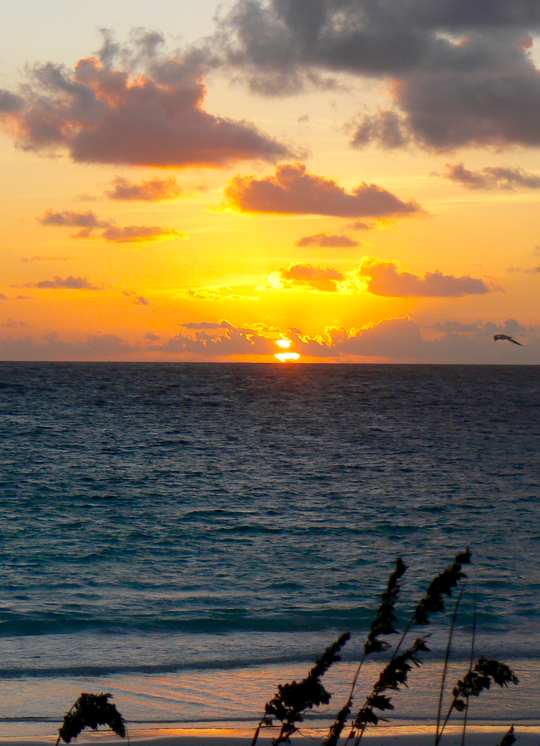
Atardecer en Isla Harbour.

La Isla Harbour es un popular destino de vacaciones para los estadounidenses. Conocida como Briland por los lugareños, Isla Harbour tiene parecido con Nueva Inglaterra y sus edificios de estilo flor con calles alineadas. Isla Harbour es parte de islas exteriores (uno de los que se llaman los Out Islands) de las Bahamas.